# Котячин-Биківці
Котя́чин-Би́ківці — загальнозоологічний заказник місцевого значення в Україні. Розташований на південь від села Жолобки Кременецького району Тернопільської області, у кварталах 37-39 Забарівського лісництва Кременецького держлісгоспу, в межах лісових урочищ «Котячин» і «Биковиччина». 
Площа — 178 га. Створений відповідно до рішення виконкому Тернопільської обласної ради від 30 червня 1986 року, № 198. Перебуває у віданні Тернопільського обласного управління лісового господарства. Рішенням Тернопільської обласної ради від 22 липня 1998 року № 15 мисливські угіддя надані у користування Шумської районної організації УТМР як постійно діюча ділянка з охорони, збереження та відтворення мисливської фауни. 
Під охороною — численна мисливська фауна. Трапляються борсук лісовий, заєць сірий, куниця лісова, вивірка лісова, сарна європейська і лисиця руда, свиня дика.